# بريت مايرز
بريت مايرز (بالإنجليزية: Brett Myers)‏ هو لاعب كرة قاعدة أمريكي، ولد في 17 أغسطس 1980 في جاكسونفيل في الولايات المتحدة.

## وصلات خارجية
- بريت مايرز على موقع دوري كرة القاعدة الرئيسي (الإنجليزية)
- بريت مايرز على موقعبيزبول رفرنس.كوم (الدوري الرئيسي) (الإنجليزية)
- بريت مايرز على موقعبيزبول رفرنس.كوم (الدوري الثانوي) (الإنجليزية)
- بريت مايرز على موقع إي إس بي إن.كوم (أم.أل.بي) (الإنجليزية)
- بريت مايرز على موقع مشجعي الرسوم البيانية (الإنجليزية)